# Gordon Ferrie Hull
Gordon Ferrie Hull (* 7. Oktober 1870; † 7. Oktober 1956) war ein US-amerikanischer Lehrer, Mathematiker und Physiker, der vor allem für den experimentellen Nachweis des Strahlungsdrucks bekannt wurde.

## Leben
Hull erwarb 1897 seinen Doktortitel für Physik an der University of Chicago und war dort später auch Professor für Physik. Danach (1899–1940) lehrte er Physik am Dartmouth College. Daneben übte er eine Forschungstätigkeit an der Universität Cambridge aus und lehrte Physik an der Columbia University. Neben seiner wissenschaftlichen Karriere forcierte Hull auch seine militärische Karriere. 1917 wurde er in die American Academy of Arts and Sciences gewählt.
Besonders bekannt wurde Hull, als er 1903 zusammen mit Ernest Fox Nichols als einer der ersten den Strahlungsdruck experimentell nachwies.

## Bibliografie
- E. F. Nichols, G. F. Hull: Über Strahlungsdruck. In: Annalen der Physik. Band 12, 1903, S. 225–263 (bnf.fr).